# 2022년 7월 죽음
다음은 2022년 7월에 사망한 저명한 인물 목록이다.
- 7월 1일 - 대한민국의 정치인 정주환
- 7월 2일
  - 멕시코의 영화배우 수사나 도사만테스
  - 영국의 연출가 피터 브룩
- 7월 3일 - 미국의 화학자 로버트 컬
- 7월 5일 - 대한민국의 의학자 이호왕
- 7월 6일
  - 대한민국의 정치인 김우경
  - 일본의 만화가 타카하시 카즈키
  - 미국의 영화배우 제임스 칸
- 7월 7일 - 미국의 영화배우 애덤 웨이드
- 7월 8일
  - 대한민국의 정치인 김부열
  - 멕시코의 제57대 대통령 루이스 에체베리아
  - 미국의 영화배우 그레고리 이친
  - 미국의 영화배우 래리 스토치
  - 미국의 영화배우 토니 시리코
  - 앙골라의 제2대 대통령 조제 에두아르두 두스 산투스
  - 일본의 제90·96-98대 내각총리대신 아베 신조
- 7월 9일 - 미국의 영화배우 L. Q. 존스
- 7월 10일
  - 대한민국의 축구선수 조정현
  - 일본의 제12대 재무대신 후지이 히로히사
- 7월 13일 - 프랑스의 영화배우 샤를로트 발랑드레
- 7월 14일
  - 독일의 배우 크리스티안 되르머
  - 이탈리아의 기자 에우제니오 스칼파리
  - 체코의 모델 이바나 트럼프
  - 페루의 제51대 대통령 프란시스코 모랄레스 베르무데스
- 7월 17일 - 대한민국의 군인 김종곤
- 7월 18일
  - 대한민국의 정치인 장경순
  - 미국의 조각가 클라스 올든버그
- 7월 19일 - 미국의 가수 Q 라자루스
- 7월 20일
  - 대한민국의 영화감독 설태호
  - 대한민국의 정치인 조성준
- 7월 21일 - 독일의 축구선수 우베 젤러
- 7월 22일 - 미국의 야구선수 드와이트 스미스
- 7월 24일 - 잉글랜드의 영화배우 데이비드 워너
- 7월 25일
  - 북아일랜드의 행정수반 데이비드 트림블
  - 미국의 영화배우 폴 소비노
  - 일본의 텔레비전배우 시마다 요코
  - 영국의 과학자 제임스 러브록
- 7월 26일 - 일본의 살인자 가토 도모히로
- 7월 27일
  - 대한민국의 독립운동가 승병일
  - 미국의 신학자 로널드 사이더
  - 미국의 영화배우 메리 앨리스
  - 영국의 영화배우 버나드 크리빈스
- 7월 29일
  - 대한민국의 교육공무원 김영식
  - 대한민국의 가수 남상규
- 7월 30일
  - 대한민국의 정치인 양명모
  - 미국의 영화배우 니셸 니컬스
  - 미국의 영화배우 팻 캐럴
- 7월 31일
  - 소련의 KGB 의장 바딤 바카틴
  - 필리핀의 제12대 대통령 피델 V. 라모스
  - 미국의 농구선수 빌 러셀
  - 알카에다의 제2대수장 아이만 알자와히리